# Cronologia da pandemia de COVID-19 na Rússia
Este artigo documenta a cronologia da pandemia de COVID-19 na Rússia.

## Cronologia

### Janeiro de 2020
- 30 de janeiro: O primeiro-ministro da Rússia, Mikhail Mishustin, assina uma ordem para fechar a fronteira do extremo leste do mesmo país com a China.[1]
- 31 de janeiro: A Rússia registra dois primeiros casos do novo coronavírus. As pessoas infectadas são cidadãos chineses na região de Tyumen, no oeste da Sibéria e no Extremo Oriente da Rússia. Elas são recuperadas no dia 12 de fevereiro e recebem alta do hospital.[2][3]

### Fevereiro de 2020
- 10 de fevereiro: As autoridades russas colocam um diplomata chinês em quarentena.[4]
- 18 de fevereiro: A Rússia proíbe a entrada de todos os cidadãos chineses em seu território a partir do dia 20 de mesmo mês para conter a disseminação do novo coronavírus.[5]

### Março de 2020
- 20 de março: Os cientistas russos começam a testar os protótipos de vacinas potenciais contra o novo coronavírus em animais em um laboratório da Sibéria.[6]
- 24 de março: O presidente da Rússia, Vladimir Putin, visita o hospital usando uma roupa amarela de proteção e respirador contra o coronavírus em Moscou, a capital do país.[7][8]
- 25 de março: O presidente da Rússia, Vladimir Putin, adia uma votação em todo o país sobre as emendas constitucionais propostas que lhe permitem permanecer no poder devido à pandemia do novo coronavírus.[7][9]
- 30 de março: Moscou inicia um bloqueio total para desacelerar a disseminação do novo coronavírus.[10]

### Abril de 2020
- 2 de abril: Em um discurso transmitido pela televisão à nação, o presidente russo, Vladimir Putin, ordena que a maioria dos russos não trabalhe até o final do mesmo mês para conter a propagação do novo coronavírus.[11]
- 3 de abril: O governo russo suspende todos os voos para o retorno dos cidadãos russos na noite do mesmo dia para o dia seguinte.[7]
- 9 de abril: O número de casos confirmados do novo coronavírus na Rússia ultrapassa 10.000, registrado pelo centro de combate ao coronavírus no país.[12]
- 21 de abril: O número de casos confirmados do novo coronavírus na Rússia ultrapassa 50.000, registrado pelo centro de combate ao coronavírus no país.[13]
- 29 de abril: O primeiro-ministro da Rússia, Mikhail Mishustin, prorroga a proibição de entrada de estrangeiros no país por tempo indeterminado.[14]
- 30 de abril: O número de casos confirmados do novo coronavírus na Rússia ultrapassa 100.000, registrado pelo centro de combate ao coronavírus no país.[15]

### Maio de 2020
- 1 de maio: O ministro da Construção e Habitação da Rússia, Vladimir Yakushev, e seu vice-ministro, Dmitri Volkov, testam positivo para o novo coronavírus.[16]
- 10 de maio: O número de casos confirmados do novo coronavírus na Rússia ultrapassa 200.000, registrado pelo centro de combate ao coronavírus no país. A Rússia é o quinto país do mundo com o maior número de casos após superar a França e a Alemanha.[17][18][19]
- 12 de maio: A Rússia supera a Espanha e torna-se o segundo país do mundo com o maior número de casos do novo coronavírus, atrás apenas dos Estados Unidos. A marca é registrada pelo Ministério da Saúde do país.[20]
- 20 de maio: O número de casos confirmados do novo coronavírus na Rússia ultrapassa 300.000, registrado pelo centro de combate ao coronavírus no país.[21][22]
- 22 de maio: A Rússia é ultrapassada pelo Brasil para tornar-se o terceiro país com o maior número de casos do novo coronavírus no mundo.[23][24]
- 31 de maio: O número de casos confirmados do novo coronavírus na Rússia ultrapassa 400.000, registrado pelo centro de combate ao coronavírus no país.[25][26][27]

### Junho de 2020
- 11 de junho: O número de casos confirmados do novo coronavírus na Rússia ultrapassa 500.000, registrado pelo centro de combate ao coronavírus no país.[28][29]
- 24 de junho: O número de casos confirmados do novo coronavírus na Rússia ultrapassa 600.000, registrado pelo centro de combate ao coronavírus no país.[30]

### Julho de 2020
- 4 de julho: O número de mortes causadas pelo novo coronavírus na Rússia ultrapassa 10.000, registrado pelas autoridades do governo russo em Moscou.[31][32]
- 6 de julho: A Rússia é superada pela Índia e torna-se o quarto país com o maior número de casos do mundo.[33]
- 8 de julho: O número de casos confirmados do novo coronavírus na Rússia ultrapassa 700.000, registrado pelo centro de combate ao coronavírus no país.[34][35]
- 10 de julho: A Rússia publica as novas estatísticas dos dados revisados para mortes relacionadas à COVID-19 em abril e maio, indicando uma taxa de mortalidade mais do que o triplo do nível mostrado nos dados oficiais anteriores.[36]
- 16 de julho: Um grupo de hackers com apoio do governo da Rússia é acusado de tentar roubar as pesquisas de vacinas e tratamentos contra o novo coronavírus de instituições acadêmicas e farmacêuticas de todo o mundo, de acordo com o Centro Nacional de Segurança Cibernética (NCSC) do Reino Unido.[37][38]
- 24 de julho: O número de casos confirmados do novo coronavírus na Rússia ultrapassa 800.000, registrado pelo centro de combate ao coronavírus no país. A Rússia é o quarto país do mundo com o maior número de casos.[39][40]

### Agosto de 2020
- 11 de agosto: O presidente da Rússia, Vladimir Putin, anuncia que a Rússia torna-se o primeiro país a liberar a vacina contra o novo coronavírus.[41]
- 11 de agosto: O estado brasileiro do Paraná negocia com a Rússia para a fabricação da vacina russa Sputnik V contra o novo coronavírus.[42]
- 12 de agosto: O número de casos confirmados do novo coronavírus na Rússia ultrapassa 900.000, registrado pelo centro de combate ao coronavírus no país.[43]
- 15 de agosto: A Rússia começa a produção da nova vacina contra o novo coronavírus.[44]

### Setembro de 2020
- 1 de setembro: A Rússia torna-se o quarto país do mundo a ultrapassar um milhão de casos confirmados do novo coronavírus, atrás dos Estados Unidos, do Brasil e da Índia.[45][46]
- 1 de setembro: A Rússia é removida da lista dos países com serviço aéreo proibido pelo governo da Polônia devido à pandemia do novo coronavírus.[47]
- 17 de setembro: O presidente da Rússia, Vladimir Putin e o primeiro-ministro da Índia, Narendra Modi, recebem um telefonema para discutir a cooperação entre dois países na luta contra o novo coronavírus.[48]
- 25 de setembro: O número de mortes causadas pelo novo coronavírus na Rússia ultrapassa 20.000, registrado pelo centro de combate ao coronavírus no país.[49][50]
- 29 de setembro: A Rússia assina um acordo para fornecer 25 milhões de doses de sua vacina contra COVID-19 ao Nepal.[51]

### Outubro de 2020
- 25 de outubro: O número de casos confirmados do novo coronavírus na Rússia ultrapassa 1,5 milhão, registrado pelo centro de combate ao coronavírus no país.[52]
- 27 de outubro: A Rússia anuncia que pede aprovação do uso emergencial de uma de suas vacinas candidatas contra a COVID-19 à Organização Mundial de Saúde (OMS).[53]

### Novembro de 2020
- 1 de novembro: A Rússia e o Japão retomam os voos internacionais suspensos no final de março devido à pandemia do novo coronavírus.[54]
- 7 de novembro: O número de mortes causadas pelo novo coronavírus na Rússia ultrapassa 30.000, registrado pelo centro de combate ao coronavírus no país.[55][56]
- 10 de novembro: O primeiro-ministro da Rússia, Mikhail Mishustin, discute a cooperação entre a Rússia e a Bielorrússia no combate à pandemia do novo coronavírus durante um telefonema com o presidente da Bielorrússia, Alexander Lukashenko.[57]
- 11 de novembro: A Rússia diz que sua vacina Sputnik V é 92% eficaz na proteção das pessoas contra COVID-19.[58][59]
- 19 de novembro: O número de casos confirmados do novo coronavírus na Rússia ultrapassa 2 milhões, registrado pelo centro de combate ao coronavírus no país.[60][61]

### Dezembro de 2020
- 1 de dezembro: O número de mortes causadas pelo novo coronavírus na Rússia ultrapassa 40.000, registrado pela força-tarefa de emergência do país.[62]
- 18 de dezembro: A fronteira terrestre com a Rússia é fechada pelo Azerbaijão até 1 de março de 2021 devido a um aumento dos casos do novo coronavírus em ambos os países.[63]
- 19 de dezembro: O número de mortes causadas pelo novo coronavírus na Rússia ultrapassa 50.000, registrado pela força-tarefa de emergência do país.[64][65]
- 21 de dezembro: A Rússia decide suspender os voos do Reino Unido devido ao surgimento de uma nova cepa do novo coronavírus.[66]
- 26 de dezembro: O número de casos confirmados do novo coronavírus na Rússia ultrapassa 3 milhões, registrado pela força-tarefa de emergência do país.[67]
- 28 de dezembro: A Rússia estende a suspensão do serviço aéreo com o Reino Unido até 12 de janeiro devido a uma nova cepa do novo coronavírus.[68]

### Janeiro de 2021
- 7 de janeiro: O número de mortes causadas pelo novo coronavírus na Rússia ultrapassa 60.000, registrado pela força-tarefa de emergência do país.[69][70]
- 12 de janeiro: A Rússia estende a suspensão de voos do Reino Unido até 1 de fevereiro devido a uma nova variante do coronavírus.[71]
- 12 de janeiro: Os cosmonautas russos da tripulação principal e reserva da Expedição 65 para a Estação Espacial Internacional recebem a primeira dose de uma vacina contra o novo coronavírus.[72]
- 15 de janeiro: O número de casos confirmados do novo coronavírus na Rússia ultrapassa 3,5 milhões, registrado pelo centro de combate ao coronavírus no país.[73]
- 28 de janeiro: A vigilância de saúde do consumidor russo desenvolve um kit de teste que detecta as novas variantes do coronavírus.[74]

### Fevereiro de 2021
- 2 de fevereiro: Os cientistas russos dizem que a vacina Sputnik V é 92% eficaz contra COVID-19, de acordo com os primeiros resultados de um estudo avançado publicado em um jornal médico britânico, The Lancet.[75]
- 10 de fevereiro: O número de casos confirmados do novo coronavírus na Rússia ultrapassa a marca de 4 milhões, registrada pela força-tarefa de emergência do país.[76][77]
- 14 de fevereiro: O número de mortes causadas pelo novo coronavírus na Rússia ultrapassa a marca de 80.000, registrada pelo centro de combate ao coronavírus no país.[78][79]
- 20 de fevereiro: A Rússia aprova sua terceira vacina CoviVac contra o novo coronavírus, produzida pelo Centro Chumakov, para uso doméstico.[80]

### Março de 2021
- 5 de março: O número de mortes causadas pelo novo coronavírus na Rússia ultrapassa a marca de 200.000, registrada pelo Serviço de Estatística do Estado Federal (Rosstat) após a revisão de número da doença desde dezembro de 2020.[81][82]
- 16 de março: As autoridades de saúde confirma os primeiros casos de cepa de coronavírus, descoberta na África do Sul.[83]
- 22 de março: O presidente da Rússia, Vladimir Putin, rejeita as críticas da União Europeia à vacina russa Sputnik contra COVID-19 e diz que ele mesmo receberá a vacina no dia seguinte.[84]

### Abril de 2021
- 3 de abril: O número de mortes causadas pelo novo coronavírus na Rússia ultrapassa a marca de 100.000, registrada pelo centro de combate ao coronavírus no país.[85][86]
- 19 de abril: O uso da vacina russa Sputnik V é rejeitado pelo governo da Chéquia em meio às consequências diplomáticas de acusações de envolvimento dos serviços secretos russos na explosão fatal de um depósito de armas.[87]
- 26 de abril: A importação e o uso da vacina russa Sputnik V contra COVID-19 é rejeitada pela Agência Nacional de Vigilância Sanitária do Brasil (Anvisa).[88][89]
- 28 de abril: A Rússia envia um grande carregamento de ajuda médica para a Índia, devastada pela pandemia.[90]
- 29 de abril: Os desenvolvedores da vacina russa Sputnik V ameaçam processar a Agência Nacional de Vigilância Sanitária do Brasil (Anvisa) por difamação, acusando-a de espalhar as informações falsas intencionalmente.[91][92]

### Maio de 2021
- 5 de maio: Os presidentes Recep Tayyip Erdogan da Turquia e Vladimir Putin da Rússia discutem a luta contra o novo coronavírus e uma vacina fabricada na Rússia para ser usada na Turquia por telefone.[93]
- 6 de maio: A Rússia aprova o uso de uma versão de única dose da vacina Sputnik V contra COVID-19 no país.[94][95]
- 13 de maio: A Rússia confirma os primeiros casos da variante indiana de COVID-19 em um grupo de estudantes indianos.[96]
- 23 de maio: O número de casos confirmados do novo coronavírus na Rússia ultrapassa a marca de 5 milhões, registrada pelo centro de crise do coronavírus do país.[97]

### Junho de 2021
- 3 de junho: Mais de 1.000 casos das três variantes do coronavírus consideradas mais contagiosas são detectados na Rússia. Essa marca é registrada pelo chefe do órgão de proteção ao consumidor do país.[98]
- 7 de junho: O Brasil aprova a vacina russa Sputnik V para a importação e o uso emergencial em vários estados, revertendo sua decisão de proibir as importações da vacina em abril.[99]

### Julho de 2021
- 20 de julho: O número de casos confirmados do novo coronavírus na Rússia ultrapassa a marca de 6 milhões, registrada pelo governo do país.[100]

### Setembro de 2021
- 5 de setembro: O número de casos confirmados do novo coronavírus na Rússia ultrapassa a marca de 7 milhões, registrada pelo governo do país.[101]

### Outubro de 2021
- 13 de outubro: A porta-voz do Ministério das Relações Exteriores da Rússia pede a todos os meios de comunicação do Reino Unido, que publicaram as informações de que a Rússia supostamente roubou a fórmula de uma vacina contra COVID-19 da AstraZeneca, que peçam desculpas aos desenvolvedores do Sputnik V.[102]
- 13 de outubro: A Rússia e a União Europeia realizam outra reunião sobre o reconhecimento mútuo dos certificados de vacinação contra COVID-19.[103]
- 16 de outubro: O número de mortes diárias causadas pelo novo coronavírus ultrapassa a marca de 1.000 nas últimas 24 horas, registrada pelo centro de crise do coronavírus no país.[104]
- 18 de outubro: O número de casos confirmados do novo coronavírus na Rússia ultrapassa a marca de 8 milhões, registrada pela força-tarefa nacional do coronavírus.[105][106]

### Novembro de 2021
- 13 de novembro: O número de casos confirmados do novo coronavírus na Rússia ultrapassa a marca de 9 milhões, registrada pelo centro de combate ao coronavírus no país.[107][108]